# Michael Balling (Chemiker)
ĵMichael Balling (* 17. März 1776 in Schloß Rothenhaus, Nordböhmen; † 31. Mai 1848 in Rokitzan) war ein böhmischer Chemiker sowie kaiserlich und königlicher Oberhüttenamts-Direktor.

## Leben
Balling, ein Sohn des Johann Kaspar Balling, (* 8. August 1737 in Würzburg; † 17. September 1805 ebenda) war ein Ingenieur und Landvermesser, arbeitete von 1800 bis 1808 als Chemiker und Schichtmeister in der Eisenhütte Gabrielahütten bei Komotau im Erzgebirge in Westböhmen, 1814 wurde er in die Hütte Klabava bei Rokycany als Schichtmeister versetzt, danach wurde er 1815 k.k.Oberhüttenamts-Direktor der kaiserlich-königlichen Hüttenverwaltung in Zbirow in Böhmen, wo er bis zu seinem Ruhestand im Jahre 1828 tätig war. Michael Balling war der Vater des Friedrich Balling und Karl Josef Napoleon Balling und hatte einen Bruder Kaspar Augustin Balling (1777–1844) mit Nachkommen in Prag.